# Cubox
Cubox fue un bloque de programación infantojuvenil de origen chileno, transmitido por Canal 13. Su programación se basaba en la emisión de dibujos animados y series de imagen real, tanto adquiridas como originales. Su horario principal eran los fines de semana.

## Historia

### Década de 2000
Se emitió por primera vez el 5 de abril de 2003, en reemplazo del Festival Infantil, que era anteriormente un bloque infantil de Canal 13, el cual se emitió por más de 25 años. En la primera etapa fue producido conjuntamente por BLine, y era presentado por Jorge Olivares, un exparticipante de la serie de telerrealidad Protagonistas de la fama. Dentro de los primeros shows que presentaron se encontraba Hamtaro, Beyblade, entre otras. Incluyendo además el programa Ruta Quetzal BBVA 2003.
En la segunda etapa en 2004, no hubo presentadores sino personajes animados que representaban a rostros de la televisión. Esta etapa hizo que el canal estrenará nuevos shows originales, tales como Banana, Villa Dulce, Basura e I-Pop.
Más adelante, en 2005, el bloque cuenta con la conducción de la exparticipante del reality show La granja, Eileen Aguilar. Al iniciar esta etapa, se presentaron shows de Cartoon Network y más shows originales como Diego y Glot y Pulentos.
En 2007, el bloque retira de su parrilla programática la mayoría de las series producidas por Cartoon Network. Sin embargo, en su reemplazo, el bloque trae los shows más exitosos de Disney Channel, como Hannah Montana, Lizzie McGuire y Zack y Cody: Gemelos en Acción, además de la reposición de uno de los primeros shows chilenos juveniles con contenido artístico como Amango. Esto lleva que en 2008 y junto al estreno de El blog de la Feña (serie derivada de Amango) y nuevas series de animación chilena como Patagonia y Choripán, se posiciona en los primeros lugares de audiencia dentro de los bloques dedicados al público infantil.
A partir de 2009, el espacio infantil cambia su logotipo, su identidad gráfica y su sitio web, pero mantiene en pantalla los shows de Disney Channel y nuevos estrenos chilenos como la segunda temporada de El blog de la Feña, Walala (serie derivada y spin-off de Pulentos) y la segunda temporada de Diego y Glot.

### Década de 2010
En 2010, la conducción del bloque estuvo a cargo de la actriz Luciana Echeverría, quién intervenía en medio de la programación de las series con pequeñas cápsulas sobre distintos temas como tráileres de películas, videoclips, concursos, datos de famosos, notas, panoramas, entre otros. Además, durante este año, el bloque contó con diversos estrenos, como la serie animada chilena para preescolares Flipos, y éxitos de Disney Channel como Los Hechiceros de Waverly Place, Zack y Cody: Gemelos a Bordo, Sunny entre estrellas y JONAS.
En febrero de 2011, Cubox empezó a ser animado por Valeria Ortega, joven conductora que emigró de TVN tras su participación en el programa juvenil Calle 7. Además, en el estilo visual de las continuidades y cápsulas del bloque, se propuso un predominio de los virtuales en 2D y 3D, lo que le dio un mayor atractivo a las mini-secciones y cápsulas emitidas dentro del bloque. En diciembre de 2012, Ortega renuncia a Canal 13 y por ende, deja de animar el bloque.
En marzo de 2013, el espacio comenzó a ser animado por Cristóbal Romero, un talentoso joven que participó en los docurealities de Canal 13, Perla y Dash y Cangri. Asimismo, Cubox presentó un nuevo cambio de identidad gráfica, y estrenó la serie Angry Birds Toons, cuya emisión se caracterizó por estrenar episodios un día después de su publicación en internet. Durante este periodo, Cubox comienza a retirar todas las series live-action de Disney Channel que se seguían emitiendo en ese momento, pasando a emitir casi única y exclusivamente series animadas hasta 2017.
A partir de 2018, Romero dejó de aparecer a menudo en el bloque, mostrándose únicamente en cápsulas donde se presentaban los auspiciadores del bloque (siendo en su mayoría de veces, las bebidas gaseosas Bilz y Pap), o en las mini-secciones de este, que comenzaron a emitirse muy pocas veces. En noviembre de ese mismo año, Cubox estrenó La pantera rosa.
Cubox fue quitado del aire el 7 de septiembre de 2019, tras 16 años en emisión, y fue reemplazado por el bloque cultural Travesía 13C, dedicado a la emisión de series y documentales de 13C. El cambio desató una diversidad de críticas negativas hacía Canal 13 a través de las redes sociales.

## Acontecimientos posteriores
El 29 de septiembre de 2019, Malcolm regresó a Canal 13 en un bloque provisional titulado Domingos REC, en el que sólo se emitían entre dos y tres episodios en la franja horaria de las 12:00 y 13:30. Al mes siguiente, el espacio terminó socavado por los boletines informativos sobre el estallido social en Chile (emitidos a través de Teletrece, noticiero del canal), produciendo su eliminación. Posteriormente, el 25 de abril de 2020, la serie volvió nuevamente al canal, emitiéndose los sábados a las 7:00. Fue eliminada definitivamente de Canal 13 a principios de 2021.
La señal digital terrestre 13.2, perteneciente a Canal 13, transmitió La Pantera Rosa durante la medianoche, entre finales de 2019 y principios de 2020.
Las series Amango, Villa Dulce, Diego & Glot, Hostal Morrison y Flipos fueron transmitidas durante los primeros meses de la señal TV Educa Chile, que se lanzó en abril de 2020. Lo mismo sucedió con Petit y Puerto Papel, las cuales se estrenaron tiempo después.
El 18 de abril de 2021, REC TV comenzó a emitir Diego & Glot y Pulentos los domingos al mediodía. El 24 de octubre, ambas series fueron reemplazadas por Villa Dulce.

## Disco
El sello discográfico Feria Music lanzó el 8 de agosto de 2009 un disco del espacio infantil, con una recopilación de los mejores temas de Pulentos, Amango, El blog de la Feña y Química.

## Shows emitidos

### 2003-05

#### Series exportadas
- Hamtaro
- Beyblade
- Bob el constructor
- Rubbadubbers
- El mundo de Elmo
- Tom y Jerry
- Medabots
- Shaman King
- Zoboomafoo
- Duel Masters
- El Correcaminos
- Las aventuras de Jackie Chan
- Ed, Edd y Eddy
- KND: Los chicos del barrio
- Batman: La serie animada
- Ren y Stimpy (febrero de 2004)[11]
- Invasor Zim (octubre de 2004)[12]
- Duck Dodgers
- Los jóvenes titanes
- Zoids

#### Series locales (chilenas)
- La Tortuga Taruga (2000–08)
- Villa Dulce (2004–06)
- Banana (2004)
- I-Pop (2004)
- Basura (2004)

### 2005-07

#### Series exportadas
- KND: Los chicos del barrio
- El Correcaminos
- Mansión Foster para amigos imaginarios
- El Proyecto Zeta
- Piratas de las aguas negras
- El campamento de Lazlo
- Jones El Robot
- ¡Que historia tan a Maravillosa!
- Mi compañero de clase es un mono
- Las chicas superpoderosas
- El escuadrón del Tiempo
- Los Jóvenes Titanes
- Equipo da Boom
- Duelo Xiaolin
- Mike, Lu y Og
- Samurai Jack
- Tom y Jerry
- La Pantera Rosa
- Duck Dodgers
- Static Shock
- La Vaca y el Pollito
- Ed, Edd y Eddy
- Johnny Bravo
- El laboratorio de Dexter
- Liga de la Justicia
- Coraje, el perro cobarde
- Los castores cascarrabias
- Yakkity Yak
- ¡Mucha Lucha!

#### Series locales (chilenas)
- Diego y Glot
- Pulentos
- El Ojo del Gato (2005–09)

### 2007-10

#### Series exportadas
- Hannah Montana
- Lizzie McGuire
- Zack y Cody: Gemelos en Acción
- Art Attack
- Los hechiceros de Waverly Place
- Zack y Cody: Gemelos a Bordo
- Los sustitutos
- W.I.T.C.H.
- Kim Possible
- Ozzy y Drix
- Las aventuras de Brandy y el Señor Bigotes
- Buena suerte Charlie
- Yin Yang Yo!
- Maggie, una Mosca con Onda
- Dave, el bárbaro
- Teamo Supremo
- LazyTown (2010)
- Jake Long, el dragón occidental
- Pucca
- Jonas L.A
- Sunny, entre estrellas
- Pocoyó (2009-10)
- Star Wars Clone Wars
- iCarly (2008)
- Zoey 101

#### Series locales (chilenas)
- Amango (2007–09)
- Choripán (2007–08)
- El blog de la Feña (2009)
- Patagonia, Los hombres del confín (2008)
- Villa Dulce (2009)
- Diego y Glot (2007; 2009–10)
- Glu glú (2007)
- Pulentos (2007; 2009)
- Nadie me Entiende (2009)
- Walala, la serie (2009)
- Flipos (2010)
- Helados (2010)

### 2011-15

#### Series exportadas
- LazyTown (2011-12)
- Los hechiceros de Waverly Place (2011–13)
- Phineas y Ferb
- Kick Buttowski (2011–13)
- Los Sustitutos (2011–13)
- Pocoyó (2011–13)
- Angry Birds Toons (2013–15)
- Pecezuelos
- A todo ritmo
- Programa de Talentos
- Jessie
- Austin y Ally
- Los Guerreros Wasabi
- Mi niñera es una vampira: La serie
- Futurama
- Los Simpson
- Teamo Supremo
- Gravity Falls (2013–15)
- Malcolm (2013-15)
- George de la selva (2012-14)

#### Series locales (chilenas)
- Hostal Morrison (2011–12)
- Flipos (2011–13)
- Diego y Glot (2014–15)

### 2015-16

#### Series exportadas
- Bob Esponja
- Gravity Falls (2015–16)
- Los Simpson
- Futurama
- Malcolm
- Galaxia Wander

#### Series locales (chilenas)
- Baila Fanta (programa de concursos; 2015)

### 2017-19

#### Series exportadas
- Galaxia Wander (2017–18)
- Bob Esponja (2018)[13]
- Los Simpson
- Fresh Off The Boat (2017–18)[14]
- Malcolm (2017–18; 2019-20)
- La Pantera Rosa (2019)

#### Series locales (chilenas)
- Petit (2018)
- Puerto Papel[15] (2019)

## Premios
- Premio TV-Grama 2007 Mejor Espacio Infantil
- Premio TV-Grama 2008 Mejor Espacio Infantil